# Języki syntetyczne
Języki syntetyczne – języki, które charakteryzują się przewagą wyrazów morfologicznie złożonych, zawierających więcej niż jeden morfem, nad wyrazami prostymi. W językach syntetycznych stosunki gramatyczane są wyrażane poprzez zmianę form wyrazów z wykorzystaniem afiksów dołączanych do słów. Należą do nich języki fleksyjne, aglutynacyjne i polisyntetyczne.
Przeciwieństwem języków syntetycznych są języki analityczne. W praktyce oba typy często się mieszają, dlatego można je postrzegać jako krańcowe punkty skali i mówić o językach wykazujących przewagę cech analitycznych lub syntetycznych.